# 戏马台

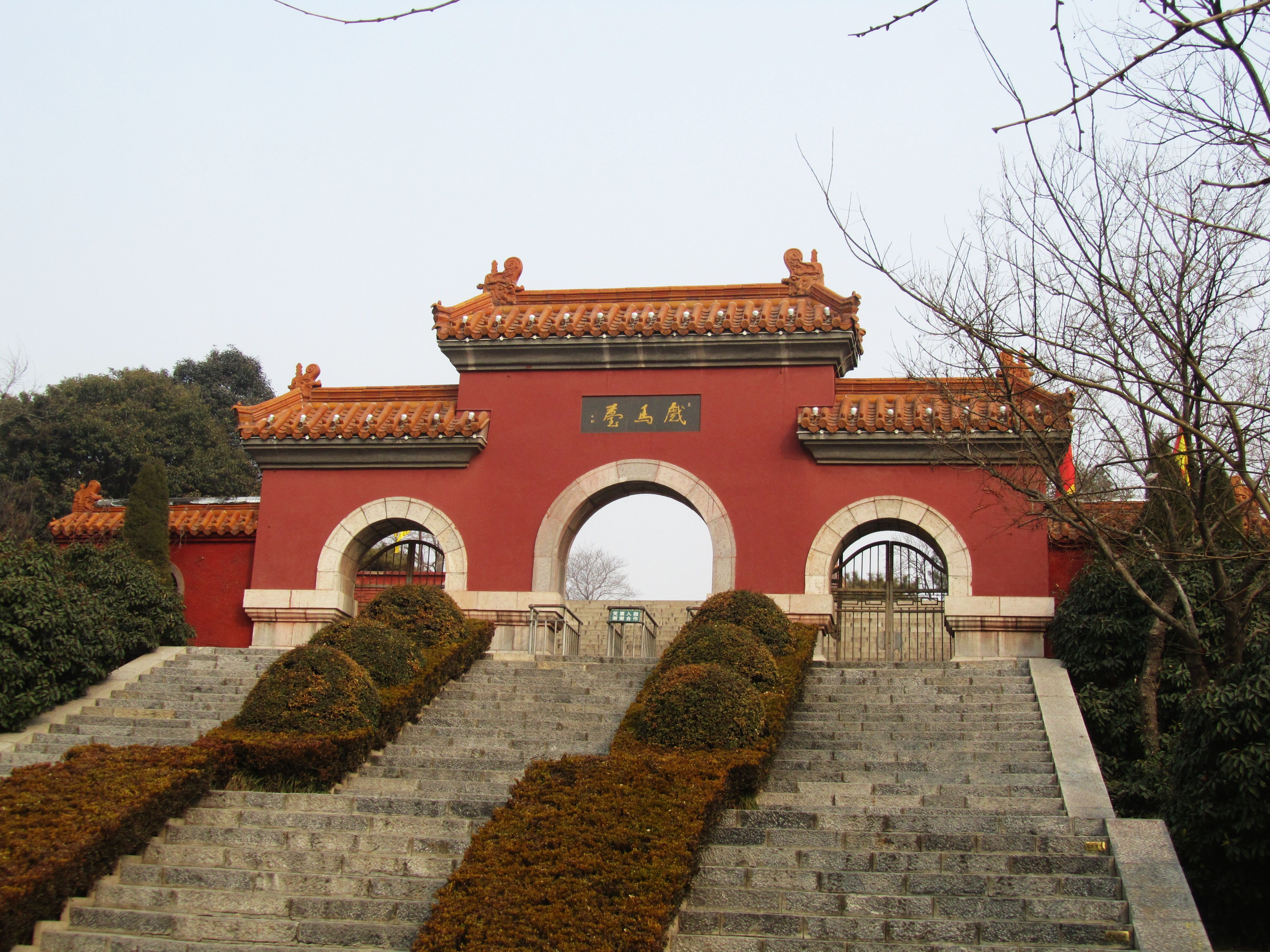
戏马台大门，2013年1月。

戏马台位于徐州市云龙区项王路1号，是徐州現存最早的古蹟。公元前206年，项羽自立为西楚霸王，定都彭城后，在城南的南山上营筑了一高台，用以观看士卒戏马取乐，故名戏马台。
- 注：曾于1986年重修